# SS Водолея
SS Водолея (лат. SS Aquarii) — одиночная переменная звезда в созвездии Водолея на расстоянии (вычисленном из значения параллакса) приблизительно 9203 световых лет (около 2822 парсеков) от Солнца. Видимая звёздная величина звезды — от +13,6m до +9,2m.

## Характеристики
SS Водолея — красная пульсирующая переменная звезда, мирида (M) спектрального класса M2e или M3/4. Эффективная температура — около 3347 К.